# 515
Раннє Середньовіччя. У Східній Римській імперії триває правління Анастасія I. Наймогутнішими державами в Європі є Остготське королівство на Апеннінському півострові, де править Теодоріх Великий, та Франкське королівство, розділене на 4 частини між синами Хлодвіга. У Західній Галлії встановилося Бургундське королівство.
Іберію та частину Галлії займає Вестготське королівство, Північну Африку — Африканське королівство вандалів та аланів, у Тисо-Дунайській низовині лежить Королівство гепідів.
У Китаї період Північних та Південних династій. На півдні править династія Лян, на півночі — Північна Вей. В Індії правління імперії Гуптів. В Японії триває період Ямато. У Персії править династія Сассанідів.
На території лісостепової України в VI столітті виділяють пеньківську й празьку археологічні культури. VI століття стало початком швидкого розселення слов'ян. У Північному Причорномор'ї співіснують різні кочові племена, зокрема гуни, сармати, булгари, алани.

## Події
- Повстанець Віталіян знову повів своє військо на Константинополь, але цього разу вірне Анастасію I військо завдало йому поразки. Віталіян утік на північ.
- Померла дружина візантійського імператора Аріадна.
- Відбулася спроба подолати Акакіанську кризу. Папа Гормузд послав своїх легатів до Константинополя, однак імператор відмовився засудити Акакія.